# روي بود
روي بود (بالإنجليزية: Roy Budd)‏ هو ملحن وعازف بيانو بريطاني، ولد في 14 مارس 1947 في ميتشام في المملكة المتحدة، وتوفي في 7 أغسطس 1993 في لندن في المملكة المتحدة بسبب سكتة.

## وصلات خارجية
- روي بود على موقع IMDb (الإنجليزية)
- روي بود على موقع ميوزك برينز (الإنجليزية)
- روي بود على موقع أول ميوزيك (الإنجليزية)
- روي بود على موقع ديسكوغز (الإنجليزية)
- روي بود على موقع قاعدة بيانات الفيلم (الإنجليزية)